# Acacia cordifolia
Acacia cordifolia é uma espécie de leguminosa do gênero Acacia, pertencente à família Fabaceae.